# Сарга (приток Уфы)
Сарга — река в России, протекает на юго-западе Свердловской области. Устье реки находится в 499 км по правому берегу реки Уфы, в городе Красноуфимске. Длина реки составляет 11 км.

## Данные водного реестра
По данным государственного водного реестра России, Сарга относится к Камскому бассейновому округу, водохозяйственный участок реки — Уфа от Нязепетровского гидроузла до Павловского гидроузла, без реки Ай, речной подбассейн Белой, речной бассейн Камы.
Код объекта в государственном водном реестре — 10010201112111100021343.